# Phonetica
Phonetica (ook Journal international de phonetique) is een internationaal, aan collegiale toetsing onderworpen wetenschappelijk tijdschrift op het gebied van de fonetiek. Het wordt uitgegeven door de Zwitserse uitgeverij Karger en verschijnt 4 keer per jaar.